# Vladimir Popov (sollevatore)
Vladimir Popov (Cahul, 23 gennaio 1977) è un ex sollevatore moldavo che ha gareggiato nella categoria dei pesi piuma (fino a 64/62 kg.).

## Carriera
Nel 1996 Vladimir Popov partecipò alle Olimpiadi di Atlanta nella categoria fino a 64 kg., terminando al 17º posto finale con 287,5 kg. nel totale.
Quattro anni dopo prese parte anche alle Olimpiadi di Sydney 2000 nella categoria fino a 62 kg., concludendo la gara al 7º posto finale con 295 kg. nel totale.
L'anno successivo vinse la medaglia di bronzo ai Campionati europei di Trenčín con 287,5 kg. nel totale.
Ai Campionati mondiali di sollevamento pesi ebbe come miglior risultato un 8º posto nella categoria fino a 62 kg. nell'edizione di Lahti 1998 con 295 kg. nel totale.
Negli anni seguenti fu trovato positivo al doping nel 2003 con conseguente squalifica di 18 mesi e, ancora, nel 2008, con squalifica di quattro anni che, di fatto, sancì la fine della sua carriera di sollevatore.